# Horváth Dezső (labdarúgó)
Horváth Dezső (Budapest, 1970. december 22. – 2016. szeptember 28.)  labdarúgó, kapus.

## Pályafutása
A Csepel és a Bp. Honvéd nevelése. 1989-ben került a Honvéd ifiből a Bajai SK-ba. 1991 nyarán innen igazolt a Ferencvárosi TC együtteséhez. 1991 novemberétől kölcsönben az ESMTK-ban szerepelt. Tagja volt az FTC 1993-as magyar kupagyőztes csapatának. Az oda-visszavágós döntő mindkét mérkőzésén ő védett, amely végül 11-es rúgásokkal dőlt el. Neudl lövését megfogta Horváth, így nagyban hozzájárult az FTC kupasikeréhez. 1994 novemberében a Ferencváros fegyelmivel büntette. Ezután sem az első, sem a tartalék csapatban nem kapott lehetőséget. 1995 nyara és 1997 között a Debreceni VSC, 1997-98-ban a Kispest-Honvéd kapusa volt. 1999-ben a BVSC játékosa lett. 2000 őszén Vecsésen, majd 2001-től a Csepelben játszott.

## Sikerei, díjai
Ferencvárosi TC
- Magyar bajnokság (NB I)
  - 3.: 1992–93
- Magyar kupa
  - győztes: 1993, 1994
- Magyar szuperkupa
  - győztes: 1993, 1994